# 沖縄県災害拠点病院
沖縄県災害拠点病院（おきなわけんさいがいきょてんびょういん）とは、沖縄県における災害時の救急医療の拠点となる災害拠点病院である。

## 概要
県内や近県で災害が発生し、通常の医療体制では被災者に対する適切な医療を確保することが困難な状況となった場合に、沖縄県知事の要請により傷病者の受け入れや医療救護班の派遣等を行う。

## 拠点病院の条件
- 建物が耐震耐火構造であること。
- 資器材等の備蓄があること。
- 応急収容するために転用できる場所があること。
- 応急用資器材、自家発電機、応急テント等により自己完結できること（外部からの補給が滞っても簡単には病院機能を喪失しないこと）。
- 近接地にヘリポートが確保できること。

## 災害拠点病院の一覧
| 病院名                                       | 住所                      | DMAT | 救命 | 2次医療圏 |
| -------------------------------------------- | ------------------------- | ---- | ---- | --------- |
| 沖縄県立北部病院                             | 名護市大中2丁目12-3       | ○    | ×    | 北部      |
| 沖縄県立中部病院（基幹）                     | うるま市宮里281           | ○    | ○    | 中部      |
| 中部徳洲会病院                               | 中頭郡北中城村字比嘉801   | ○    | ×    | 中部      |
| ハートライフ病院                             | 中頭郡中城村伊集208       | ○    | ×    | 中部      |
| 中頭病院                                     | 沖縄市字登川610           | ○    | ×    | 中部      |
| 琉球大学病院                                 | 中頭郡西原町字上原207     | ○    | ○    | 南部      |
| 南部徳洲会病院                               | 島尻郡八重瀬町外間171-1   | ○    | ×    | 南部      |
| 沖縄県立南部医療センター・こども医療センター | 島尻郡南風原町字新川118-1 | ○    | ○    | 南部      |
| 浦添総合病院                                 | 浦添市伊祖4-16-1          | ○    | ○    | 南部      |
| 沖縄赤十字病院                               | 那覇市与儀1-3-1           | ○    | ×    | 南部      |
| 友愛医療センター                             | 豊見城市字与根50-5        | ○    | ×    | 南部      |
| 沖縄県立宮古病院                             | 宮古島市平良字東仲宗根807 | ○    | ×    | 宮古      |
| 沖縄県立八重山病院                           | 石垣市真栄里584-1         | ○    | ×    | 八重山    |

| 病院名                                       | 住所           | DMAT | 救命 | 2次医療圏 |
| -------------------------------------------- | -------------- | ---- | ---- | --------- |
| 豊見城中央病院（友愛医療センターとして移転） | 豊見城市上田25 | ○    | ×    | 南部      |